# St. Stephen, South Carolina
St. Stephen är en kommun (town) i Berkeley County i South Carolina. Vid 2020 års folkräkning hade St. Stephen 1 571 invånare.